# Saison 5 de Diriliş: Ertuğrul
 (février 2021).
Si vous disposez d'ouvrages ou d'articles de référence ou si vous connaissez des sites web de qualité traitant du thème abordé ici, merci de compléter l'article en donnant les références utiles à sa vérifiabilité et en les liant à la section « Notes et références ».
Chronologie
Saison 4
Cet article présente le guide de la cinquième et dernière saison de la série télévisée turque Diriliş: Ertuğrul,.

## Distribution

### Acteurs principaux
- Engin Altan Düzyatan : Ertuğrul Bey
- Ali Ersan Duru : Beybolat Bey / Albastı
- Hülya Korel Darcan : Hayme Hatun
- Hande Soral : İlbilge Hatun
- İlker Aksum : Dragos / Zangoç
- Cengiz Coşkun : Turgut Alp
- Nurettin Sönmez : Bamsı Beyrek
- Emre Üçtepe : Osman Bey

### Acteurs récurrents
- Burçin Abdullah : Hafsa Hatun
- Didem Balçın : Selçan Hatun
- Kaan Taşaner : Gündoğdu Bey
- Ayberk Pekcan : Artuk Bey
- Celal Al Nebioğlu : Abdurrahman Alp
- Edip Zeydan : Dumrul Alp
- Hakan Serim : Günküt Alp
- Arif Diren : Gündüz Alp adulte
- Kerem Bekişoğlu : Saru Batu Savcı Bey
- Halit Özgür Sarı : Suleyman Alp
- Ayşun Demir : İlçin Hatun
- Esra Balıkci : Mengü Hatun
- Çağla Naz Kargı : Aslıhan Hatun (la fille de Bamsi)
- Enes Göçmen : Aybars Bey
- Ali Buhara Mete : Mergen
- Orçun Iynemli : Mikis
- Engin Benli : Commandant Alıncak
- Koray Şahinbaş : Tara
- Safak Baskaya : Yinal Bey
- Rümeysa Arslan : Princesse Irène
- Öykü Çelik : Sırma Hatun
- Ali Savaşçı : Emir Bahattin
- Armagan Oguz : Ataç Bey
- Aytek Sayan : Commandant Lais
- Enis Yıldız : Tekfur Yannis
- Emre Ercil : Ariq Boqa
- Unal Silver : Umur Bey
- Mertcan Tekin : Prince Kay Khusraw II

### Invités
- Serdar Gökhan : Suleyman Shah

## Résumé de la saison
Après 10 ans à Söğüt, dans un État de Selçuk contrôlé par les Mongols, Ertuğrul fait face à de nombreux commandants mongols, dont Alıncak et Subutai, ainsi qu'à l'assassin de Selçuk travaillant avec les Mongols, Beybolat. Beybolat est déguisé avec le nom, Albastı et il arrive après la mort de son père, Umur Bey, Bey de la tribu Umuroğlu, qui a été envoyé pour devenir le nouveau percepteur des impôts de Söğüt. Umur Bey a été tué par le commandant byzantin en disgrâce, Dragos, déguisé en Zangoç (trad. Bellringer), qui cherche à prendre le contrôle de la ville. Beybolat, qui devient le successeur de son père et Dragos, qui prend le contrôle du château de Lefke après avoir tué l'innocent Tekfur Yannis, causent de nombreux problèmes à Ertuğrul, y compris le contrôle de Beybolat sur Söğüt pendant un certain temps. İlbilge, la sœur de Beybolat, est la seule personne de sa famille à soutenir la justice, avec son aide, Ertuğrul, bat et tue Beybolat et Dragos. Après la mort de Beybolat, Ertuğrul fait face à Ariq Boqa, un espion mongol redouté et le frère de sang d'Alıncak, avec l'espion, Qiyat, qui travaille pour Hulagu contre Berke Khan, l'allié d'Ertuğrul et les Han de la Horde d'Or. La saison se termine avec la mort d'Ariq Boka et de Qiyat ainsi que le mariage d'Ertuğrul avec İlbilge Hatun.

## Épisodes
1. Épisode 122 (Bölüm 122)
2. Épisode 123 (Bölüm 123)
3. Épisode 124 (Bölüm 124)
4. Épisode 125 (Bölüm 125)
5. Épisode 126 (Bölüm 126)
6. Épisode 127 (Bölüm 127)
7. Épisode 128 (Bölüm 128)
8. Épisode 129 (Bölüm 129)
9. Épisode 130 (Bölüm 130)
10. Épisode 131 (Bölüm 131)
11. Épisode 132 (Bölüm 132)
12. Épisode 133 (Bölüm 133)
13. Épisode 134 (Bölüm 134)
14. Épisode 135 (Bölüm 135)
15. Épisode 136 (Bölüm 136)
16. Épisode 137 (Bölüm 137)
17. Épisode 138 (Bölüm 138)
18. Épisode 139 (Bölüm 139)
19. Épisode 140 (Bölüm 140)
20. Épisode 141 (Bölüm 141)
21. Épisode 142 (Bölüm 142)
22. Épisode 143 (Bölüm 143)
23. Épisode 144 (Bölüm 144)
24. Épisode 145 (Bölüm 145)
25. Épisode 146 (Bölüm 146)
26. Épisode 147 (Bölüm 147)
27. Épisode 148 (Bölüm 148)
28. Épisode 149 (Bölüm 149)
29. Le final de la série (Final)